# کاج مدادی
کاج مدادی(نام علمی: Athrotaxis cupressoides) نام یک گونه از سرده سروهای آثروتاکسیز است.